# 연포탕

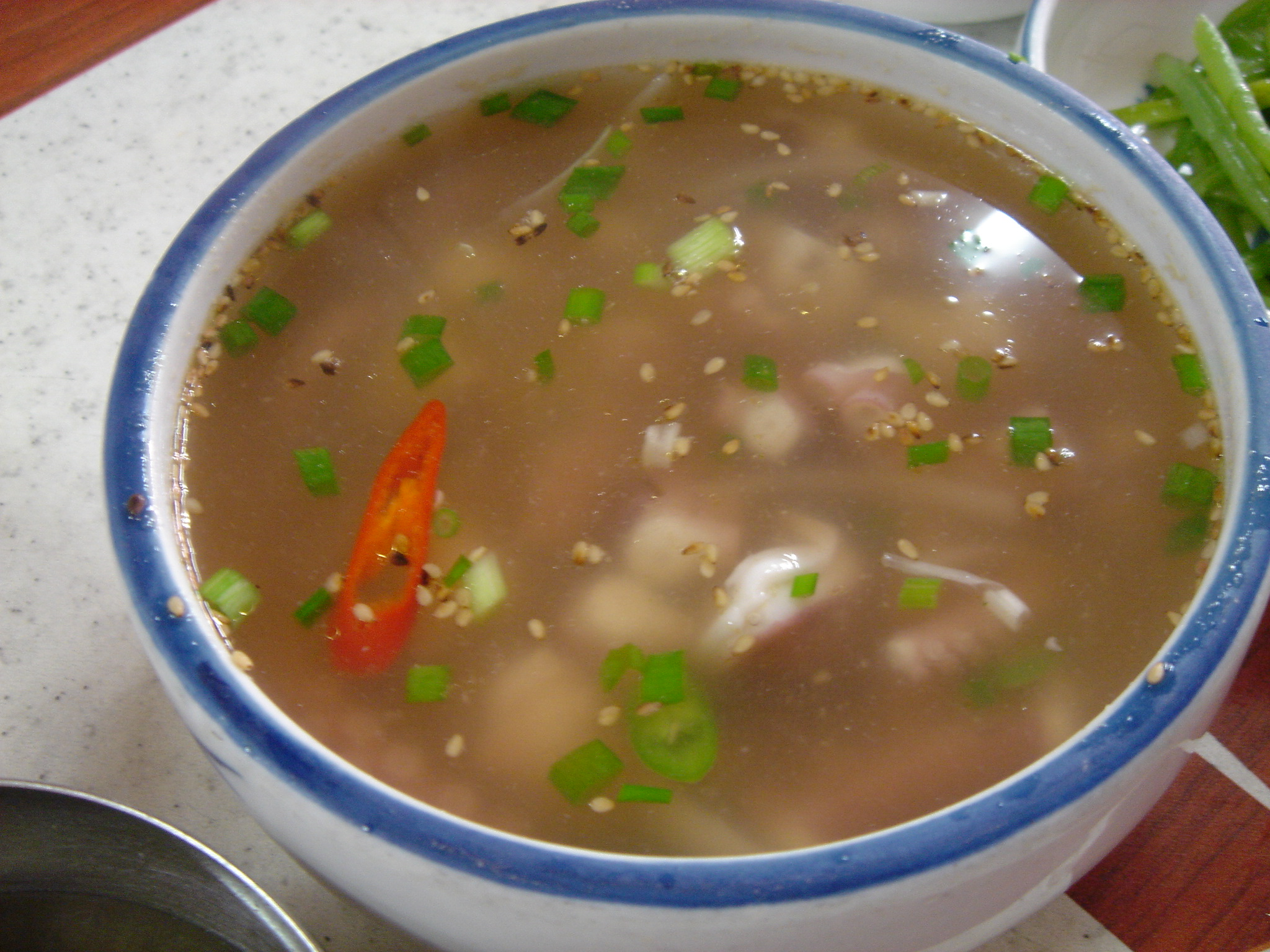
연포탕

연포탕(軟泡湯)은 낙지로 만든 국물 요리로, 맑은 국물의 맛을 내기 위해 무, 배추, 미나리 등의 채소와 함께 끓인다. 대개 낙지를 매운 고추장 양념에 곁들여 먹는 것과 달리 낙지를 그대로 조리해 담백한 맛을 살리는 것이 연포탕의 특징이다. 채소를 많이 넣어 콜레스테롤을 줄이는 것도 이 음식의 장점이라고 볼 수 있다. 낙지로 만들어 먹는 음식으로는 산낙지와 갈낙탕, 낙지볶음과 함께 대표적인 음식에 속한다. 조선조 양반가 조리서 중 《음식 방문》이라는 책에는 연포탕이 1800년대 중반의 음식으로 기록되어 있다고 한다.
국물맛은 조미료에 따라 혹은 기호에 따라 다르게 낼 수 있으며 식초로 새콤하게, 된장으로 구수한 맛을 내기도 한다.
연포탕이 현재의 낙지 요리를 가리키는 것으로 쓰이는 용례는 신문기사를 통해 이미 늦어도 1990년대 중반에서 확인되며, 주로 전라남도 해안 지역의 향토음식으로 소개된다. 원래 두부요리였던 연포탕이 낙지요리가 된 이유는 불명확하며, 두부 값이 싸지고 낙지 값이 비싸졌기 때문이라고도 한다.

## 원형: 두부요리로서의 연포탕
사실 원래의 연포탕은 낙지가 아닌 두부 요리로, 포나 연포라는 말도 《시의전서》 등에서 두부를 가리는 말로 나온다. 즉 연포탕의 원래 의미는 (부드러운) 두부탕인 것이다. 19세기 중반에 출판된 《동국세시기》에서는 연포탕을 두부를 지지다가 닭고기를 섞어서 함께 끓인 음식이라고 설명한다. 숙종 7년(1681년)에는 어사 목임일의 비리를 고발하면서 그 중 찰방, 적객과 어울려서 '연포회'(軟泡會)를 연 것을 거론했는데, 이 연포회는 연포탕을 먹으면서 노는 모임을 가리키며 이때에도 연포탕을 먹었음을 엿볼 수 있다. 표준국어대사전에서는 “쇠고기, 무, 두부, 다시마 따위를 맑은장국에 넣어 끓인 국. 초상집에서 발인하는 날 흔히 끓인다.”라고 설명하며, 소설 《먼동》의 1988년과 1990년 연재분에서도 연포탕을 상가에서 먹는 음식으로 묘사하고 있다.